# Westiberischer Sandläufer
Der Westiberische Sandläufer (Psammodromus occidentalis), auch Westlicher Sandläufer genannt, ist eine Eidechsenart der Gattung  Sandläufer und lebt im Westen der Iberischen Halbinsel. Sie galt lange Zeit als Unterart des Spanischen Sandläufers, der in drei Arten aufgeteilt wurde. 

## Merkmale
Kleine, zierliche Eidechse mit einer Kopf-Rumpf-Länge von maximal 5,5 cm bei den Männchen und 5,8 cm bei den Weibchen. Der relativ kleine, mäßig zugespitzte Kopf, sowie der Rumpf sind leicht abgeplattet. Das Unteraugenschild (Suboculare) stößt direkt an die Mundspalte. Die Schuppen der Oberseite sind rautenförmig und mit deutlichen Längskielen versehen. Jederseits finden sich 9–13 Schenkelporen, im Mittel bei den Männchen 11,5 und bei den Weibchen 10,9. Die Grundfarbe der Oberseite ist grau, graubraun oder kupferfarben bis braungelb. Darauf finden sich fünf oder mehr über den Rücken bzw. an den Flanken verlaufende Reihen gelb-grünlicher Flecken, die zu Längsbändern verschmelzen können. Quer zur Körperachse finden sich dunkle, barrenartige Flecken. Während der Paarungszeit weisen beide Geschlechter häufig eine grünliche Oberseitenfärbung („Hochzeitskleid“) auf, die bei den Männchen aber kräftiger als bei den Weibchen ausgebildet ist. Die Jungtiere sind, abgesehen vom „Hochzeitskleid“, wie die Erwachsenen gefärbt und gezeichnet.

## Verwechslungsarten
Vom Algerischen Sandläufer durch die deutlich geringere Körperlänge unterscheidbar. Der Algerische Sandläufer weist zudem oberseits durchgehende, helle Längsstreifen auf und die Männchen haben vor allem im Frühjahr rötliche Wangen und Kehlen. Eine Unterscheidung zwischen P. occidentalis und P. hispanicus ist im Gelände sehr schwer, aber in der Regel über den Fundort möglich.

## Verbreitung
Die Art kommt im westlichen Spanien und in weiten Teilen Portugals vor. In Küstennähe lebt die Art nur in der südlichen Hälfte Portugals, an der Nordwestküste Spaniens fehlt sie ebenfalls.

## Lebensraum
Von Meeresspiegelhöhe bis in 1150 m über NN, meist aber unter 300 m. Besiedelt werden sandige (Binnen- und Küstendünen) und steinige Lebensräume (auf Kalk wie auf Granit) mit lückenhafter, niedriger Vegetation aus Gräsern und Strauchwerk, niedrigwüchsige Heidelandschaften, sowie lichte Wälder (Pinien, Strandkiefern, Korkeichen).

## Lebensweise
Meist wird von November bis Februar eine Winterruhe gehalten und in den trocken-heißen Sommermonaten sind die Tiere nur eingeschränkt aktiv. Die Art ist sehr scheu. Paarungsverhalten und Reproduktion dürften dem des Zentralspanischen Sandläufers (P. hispanicus) gleichen. Die Nahrung besteht vor allem aus Spinnen, Zikaden, Ameisen und Käfern. Als Feinde sind neben Eidechsen fressenden Schlangen (Westliche Eidechsennatter, Girondische Schlingnatter) verschiedene Vogelarten (Turmfalke, Rötelfalke, Mäusebussard, Rotmilan, Schleiereule) bekannt.

## Gefährdung
Gefährdungen resultieren aus zu dichten Aufforstungen und Überbauungen, letztere vor allem in den Küstenregionen. Auch die fortschreitende Bewaldung nach der Aufgabe traditioneller landwirtschaftlicher Nutzungen führen zu einer Gefährdung.